# Phục Hưng phương Bắc
Phục Hưng phương Bắc là các phong trào văn hóa Phục Hưng đã xảy ra tại các quốc gia châu Âu phía bắc của Dãy Alps. Trước năm 1497 Chủ nghĩa nhân văn Phục hưng Ý ít có ảnh hưởng bên ngoài nước Ý. Từ cuối thế kỷ 15, những ý tưởng lan rộng khắp châu Âu. Điều này ảnh hưởng đến Phục Hưng ở Đức, Phục Hưng ở Pháp, Phục Hưng ở Anh, Phục Hưng ở Hà Lan, Phục Hưng ở Ba Lan và các phong trào quốc gia và địa phương hóa khác, khác nhau đặc điểm và thế mạnh ở mỗi vùng.
Ở Pháp, vua Francis I nhập khẩu nghệ thuật Ý, các nghệ sĩ Venice (bao gồm cả Leonardo da Vinci), và xây dựng cung điện lộng lẫy chi phí rất lớn, bắt đầu cho phong trào Phục Hưng ở Pháp. Thương mại và trao đổi tại các thành phố như Bruges trong thế kỷ 15 và Antwerp trong thế kỷ 16 làm gia tăng các trao đổi văn hóa giữa Ý và Hà Lan, tuy nhiên trong nghệ thuật, và đặc biệt là kiến trúc, ảnh hưởng Hậu Gothic vẫn còn hiện diện cho đến khi sự xuất hiện của Baroque mặc dù là các họa sĩ ngày càng bị thu hút bởi các mô hình Ý 
Đại học và các cuốn sách in đã giúp lan truyền tinh thần của thời đại qua Pháp, các nước thuộc Hà Lan và Đế quốc La Mã Thần thánh, và sau đó đến Scandinavia và cuối cùng là Vương quốc Anh vào cuối thế kỷ thứ 16. Các nhà văn và nhà nhân văn như Rabelais, Pierre de Ronsard và Desiderius Erasmus đã chịu ảnh hưởng rất lớn bởi mô hình Phục hưng Ý và là một phần của phong trào trí tuệ tương tự. Trong Phục hưng ở Anh (mà chồng chéo với kỷ nguyên Elizabethan), các nhà văn như William Shakespeare và Christopher Marlowe, đã đóng góp các tác phẩm mà có ảnh hưởng lâu dài. Phục Hưng cũng đã được đưa đến Ba Lan trực tiếp từ Ý bởi các nghệ sĩ từ Florence và từ Hà Lan, khởi đầu thời kỳ Phục hưng ở Ba Lan.

## Sách chuyên khảo
- Chipps Smith, Jeffrey (2004). The Northern Renaissance. Phaidon Press. ISBN 978-0-7148-3867-0.
- Campbell, Gordon biên tập (2009). The Grove Encyclopedia of Northern Renaissance Art. Oxford University Press. ISBN 978-0-19-533466-1.